# Haris Šveminas
Haris Šveminas (ur. w 1906 w Kłajpedzie, zm. ?) – litewski lekkoatleta, sprinter.
Podczas igrzysk olimpijskich w Amsterdamie (1928) odpadł w eliminacjach na 100 i 200 metrów.

## Rekordy życiowe
- Bieg na 100 metrów – 11,3 (1928)
- Bieg na 200 metrów – 23,2 (1932)